# 신유 (가수)
신유(본명: 신동룡, 1982년 11월 10일~)는 대한민국의 가수 겸 뮤지컬 배우 이다.

## 생애
신유는 1982년 11월 10일에 서울에서 태어나 서울고덕초등학교, 배재중학교, 배재고등학교를 차례로 졸업한 뒤 2004년에 백제예술대학 실용음악과를 졸업했다. 이후 가수의 꿈을 키워 갔으며, 2008년에 1집 앨범 "Luxury Trot of Shin Yu"를 발표하며 트롯트 가수로 데뷔했다. 이후 그는 데뷔하자 마자 "시계바늘"이라는 트롯트곡을 발표하였는데 이 노래가 서민들에게 크게 히트를 치면서 인기 가수로 이름을 올렸다. 이후 "잠자는 공주", "꽃물", "일소일소 일노일노", "반" 등 여러 곡을 더 발표하면서 대한민국의 인기 트롯트 가수가 되어 국민들에게 현재 많은 사랑을 받고 있으며 이들 중 "잠자는 공주"는 원래 이모 손담비이 부를 예정이었으나  이런저런 사정 때문에 불발되자 본인이 부르게 됐고 3집에 속한 리메이크곡 "당신은 어디 있나요"(원곡 노래 양수경)는 원래 주현미가 부를 뻔 했지만 양수경이 반대하는 바람에 양수경의 노래가 됐고 이 과정에서 트로트 스타일이었던 것을 양수경 형식(슬픈 노래)으로 바꿨다.
주요 노래로는 "시계바늘", "꽃물", "잠자는 공주", "일소일소 일노일노", "반" 나쁜남자"등이 있다.

## 학력
- 서울고덕초등학교 졸업
- 배재중학교 졸업
- 배재고등학교 졸업
- 백제예술대학 실용음악학과 졸업

## 경력
- 2010년 TJB 대전방송~KBC 광주방송 전국 TOP10 가요쇼 VJ
- 2013년 경상남도 하동군 홍보대사
- 2013년 경상북도 칠곡군 홍보대사
- 2014년 대구광역시 수성구 문화축제 홍보대사
- 2014년 경상북도 영주시 농특산물 홍보대사

## 음반
| 발매             | 제목                                                   | 비고   |
| ---------------- | ------------------------------------------------------ | ------ |
| 2008년 2월 1일   | 나좀봐 / 잠자는 공주                                   | 싱글   |
| 2008년 9월 23일  | Luxury Trot Of Shin Yu                                 | 정규   |
| 2010년 4월 14일  | 感 (Feel)                                              | 싱글   |
| 2011년 4월 12일  | Luxury Trot Of Shin Yu Part II                         | 정규   |
| 2011년 10월 28일 | 잠자는 공주                                            | 싱글   |
| 2012년 11월 19일 | Blind Love                                             | 정규   |
| 2013년 3월 21일  | 꽃물 (2013 Ver.)                                       | 싱글   |
| 2014년 1월 24일  | 내 손을 잡아 OST Part 1                                | 싱글   |
| 2014년 3월 26일  | 신유 골든 앨범 (일소일소 일노일노 (一笑一少 一怒一老)) | 정규   |
| 2014년 12월 19일 | 신유(Seoul Shin Yu Live Concert)                       | 라이브 |
| 2016년 7월 21일  | No.5 (반)                                              | 싱글   |
| 2016년 12월 13일 | 10th Anniversary                                       | 정규   |
| 2018년 5월 2일   | 말이야                                                 | 싱글   |
| 2019년 3월 28일  | 오르락 내리락 / 토닥토닥                               | 정규   |
| 2020년 8월 5일   | 밥 한번 먹어요 / 남남으로                              | 싱글   |
| 2021년           | 미정                                                   | 정규   |

## 수상
| 연도 | 사항                                           |
| ---- | ---------------------------------------------- |
| 2001 | SBS 넷뮤직 가요제 대상 수상                    |
| 2010 | 제17회 대한민국 연예예술상 신인상              |
| 2012 | 제12회 대한민국 전통가요대상 인기가수상        |
| 2014 | MBC가요베스트 올해의 가수상                    |
| 2020 | 제1회 트롯어워즈 트롯 100년 남자 베스트 가수상 |
| 2025 | 트롯뮤직어워즈 2025 골든보이스상               |

## 방송
- 2016년 TV조선 《솔깃한 연예토크 호박씨》
- 2017년 포항MBC 《트로통》
- 2017년 MBC 《미스터리 음악쇼 복면가왕》 - 할리우드 반항아 제임스딘
- 2017년 MBC 《세모방 : 세상의 모든 방송》
- 2018년 tvN 《토크몬》
- 2020년 TV조선 《신청곡을 불러드립니다 - 사랑의 콜센타》- 현역부 게스트
- 2020년 7월 22일 채널A《행복한 아침》- 일일 게스트
- 2020년 KNN 《청춘밴드》
- 2021년 KNN 《청춘밴드 시즌2》
- 2022년~2023년 MBN  《불타는 트롯맨》심사위원
- 2023년 MBN  《불타는 장미단》 공동MC
- 2023년 KBS1  《아침마당》 화요 초대석
- 2023년 《현역가왕》 (MBN)